# Kaple svatého Diviše (Hracholusky)

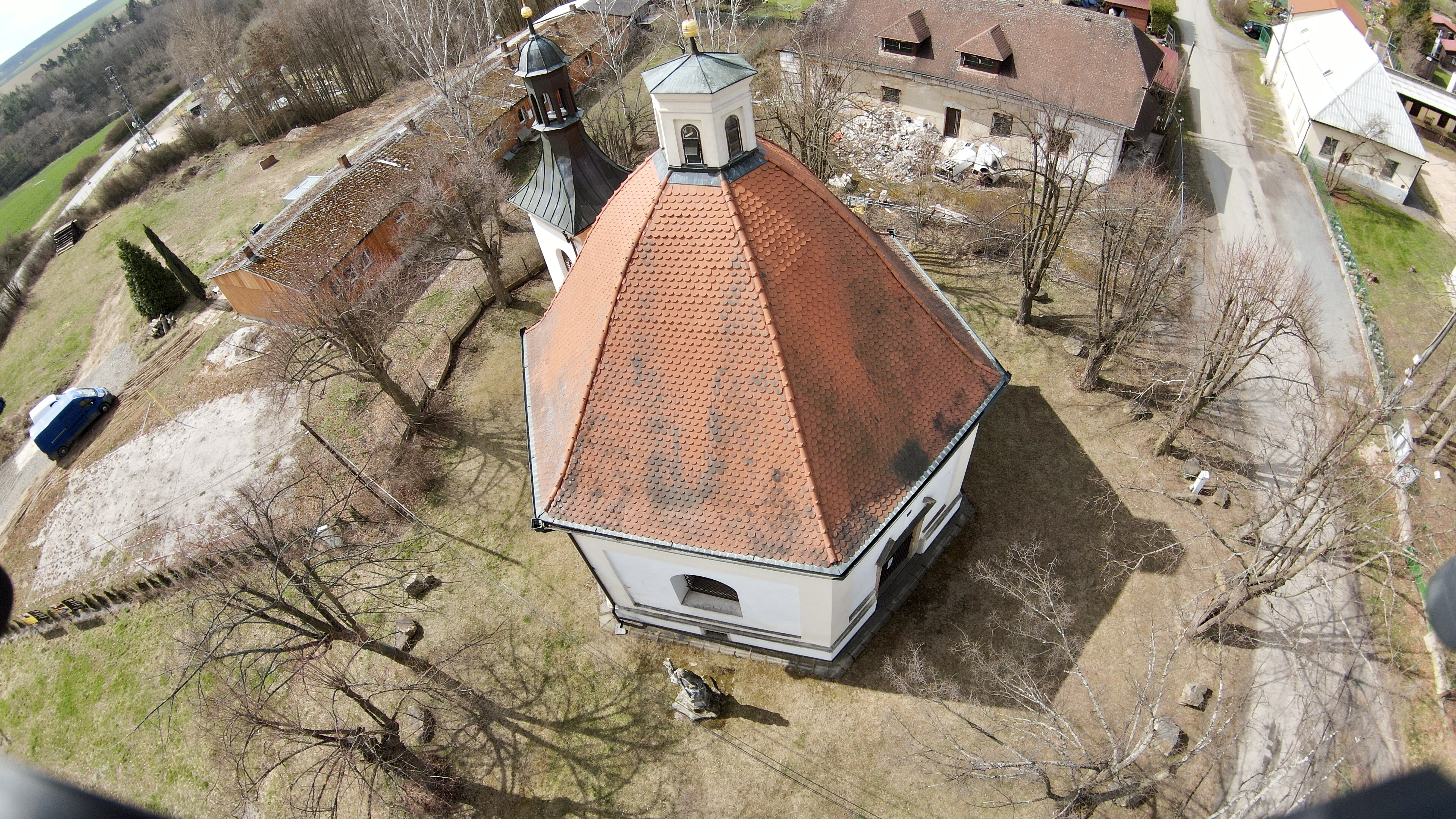
Kaple sv. Diviše

Kaple svatého Diviše je římskokatolická kaple v Hracholuskách u Úlic v okrese Plzeň-sever zasvěcená svatému Divišovi. Je chráněna jako kulturní památka České republiky. Dochovaná podoba je výsledkem opravy z počátku 21. století.

## Historie
Kapli v Hracholuskách chtěl založit už rytíř Diviš Protiva Černín z Chudenic, ale roku 1674 zemřel a vdova nebyla schopná stavbu realizovat. Při odkazu panství si však vymínila, že dědic kapli vystaví. Vilém Leopold z Říčan tedy 18. března 1681 požádal o povolení stavby, které bylo kladně vyřízeno a kaple roku 1862 postavena. Emanuel Poche uvádí jako rok výstavby až 1687. Mše za Diviše Protivu se v kapli sloužila vždy 8. října až do třicátých let dvacátého století. Jan Albert Vidršpergár z Vidršperku nechal roku 1735 klenbu v kapli vymalovat výjevy ze života Ježíše a Panny Marie. Další majitelé hracholuského zámku, kterými byli manželé Vančurovi z Řehnic, do kaple koupili varhany a nechali přimalovat erby dřívějších majitelů. Roku 1883 nechal majitel panství, doktor Antonín Jaksch pod kaplí zřídit rodinnou hrobku přístupnou schodištěm od západu. Po smrti v roce 1887 v ní byl pohřben spolu s manželkou Karolínou, rozenou von Helli, která zemřela již roku 1859.

## Stavební podoba
Raně barokní kaple má šestiboký půdorys a střechu zakončenou lucernou. K ní přiléhá věž, v jejímž přízemí se nachází sakristie. V sousedství kaple stojí barokní socha svatého Jana Nepomuckého z doby okolo roku 1740.

## Zařízení
Většina původního zařízení kaple se ztratila. Roku 1974 začalo restaurování oltáře, ale pro nedostatek prostředků bylo zastaveno a obnoveno v roce 1987. Během první poloviny devadesátých let dvacátého století byl hlavní oltář odvezen a později zmizela také kazatelna. Nyní je rozvilinový oltář bez sochařské výzdoby prezentován v poutním kostele v Mariánské Týnici spravovaném Muzeem a galerií severního Plzeňska. Na místě se dochovala se pouze oltářní mensa a torzo varhan umístěné na kruchtě.